# Renault Type JR
Der Renault Type JR war ein Personenkraftwagenmodell der Zwischenkriegszeit von Renault. Er wurde auch 10 CV genannt.

## Beschreibung
Renault bot dieses Modell im Jahre 1922 an. Es war die Taxi-Ausführung des Renault Type II und hatte weder Vorgänger noch Nachfolger. Das Fahrzeug wurde auch in England verkauft.
Der wassergekühlte Vierzylindermotor mit 75 mm Bohrung und 120 mm Hub hatte 2121 cm³ Hubraum. Die Motorleistung wurde über eine Kardanwelle an die Hinterachse geleitet. 
Bei einem Radstand von 280,8 cm und einer Spurweite von 144 cm war das Fahrzeug etwa 370,8 cm lang und 164 cm breit. Die einzige bekannte Karosserieform ist ein Landaulet.